# Posta grossa a Dodge City
Posta grossa a Dodge City (A Big Hand for the Little Lady) è un film western del 1966 diretto da Fielder Cook.

## Trama
Una famigliola di coloni del West arriva in un villaggio sulla strada di San Antonio e si ferma in un albergo dove si sta giocando una sfida di poker fra gli uomini più ricchi del Texas.
Il capofamiglia, mentre la moglie era via per far riparare i raggi di una ruota del loro carretto, in presenza del figlio piccolo prima chiede di assistere al gioco, poi di sedersi e prendervi parte arrivando a puntare tutti i risparmi di una vita. La fortuna lo ripaga a suo dire con un'ottima mano ma ha bisogno del denaro necessario a continuare il gioco e di convincere anche la moglie, nel frattempo intervenuta, della bontà delle sue intenzioni. In quel momento collassa, viene salvato dal medico del villaggio chiamato a soccorrerlo e per non perdere tutto gli subentra la moglie che a poker non sa giocare. Non ha il denaro per vedere e nessuno è disposto a comprare il carretto nuovo che le rimane. Chiede e ottiene di essere accompagnata alla banca di fronte all'albergo. Il banchiere vuole garanzie per il prestito, lei gli fa vedere le carte. Lui ride e la saluta.
La donna torna al tavolo da gioco fiera ma senza più speranze quando entra il banchiere che, commosso, si propone di aiutarla con un prestito all'interesse del 6%. L'uomo l'affianca anche nel gioco con un rilancio che costringe tutti gli avversari a non poter vedere. La donna ha vinto e viene anche omaggiata da uno dei giocatori per il coraggio dimostrato, e accompagnata al carretto per tornare dal marito portato via dal medico.
Un altro dei giocatori tornato a casa, mentre tutti erano in attesa del suo arrivo per iniziare la celebrazione del matrimonio della figlia, convince il più giovane futuro sposo a non rovinare la sua vita con una donna brutta e autoritaria sebbene danarosa, gli dà dei soldi e lo fa scappare dalla finestra. A questo punto la scena si sposta sulla famigliola al cui bambino è affidato il compito di distribuire equamente i soldi della cospicua vincita. Tra i presenti però non solo padre e madre ma anche il dottore e il banchiere.
Nella realtà i cinque presenti sono stati complici di un inganno, peraltro bluffando, commesso ai danni di coloro che in passato si erano arricchiti impossessandosi dei terreni del banchiere. La donna non solo è in realtà la moglie del banchiere ma è anche un'abile giocatrice di poker, che dedica la sua vita a questo gioco nonostante il marito tenti di trattenerla.